# The Phosphorescent Rat
Albums de Hot Tuna
Burgers
(1972) America's Choice
(1975)
The Phosphorescent Rat est le quatrième album de Hot Tuna, sorti en 1973. Le groupe s'éloigne du blues de ses débuts dans une direction plus hard rock, comme en témoigne la quasi-absence de reprises et l'adjonction d'instruments à cordes et à vent sur deux titres.

## Titres
Toutes les chansons sont de Jorma Kaukonen, sauf mention contraire.

### Face 1
1. I See the Light – 4:15
2. Letter to the North Star – 2:31
3. Easy Now – 5:10
4. Corners Without Exits – 3:37
5. Day to Day Out the Window Blues – 3:26

### Face 2
1. In the Kingdom – 5:26
2. Seeweed Strut – 3:25
3. Living Just for You – 3:18
4. Soliloquy for 2 – 3:42
5. Sally, Where'd You Get Your Liquor From? (Reverend Gary Davis) – 2:56

## Musiciens
- Jorma Kaukonen : guitare, chant
- Jack Casady : basse
- Sammy Piazza : batterie, percussions
- Tom Salisbury : chef d'orchestre (4, 9)
- Andrew Narell : batterie (8)